# 申姜
申姜（？—？），周朝王后，申伯姐姐或妹妹。西周第十代天子周厉王的王后，周宣王、郑桓公之母，周幽王之祖母。
厉王妃为申姜。根据《诗经·大雅·崧高》之传：“申伯，宣王之舅也”。申国是姜姓国，所以厉王的王后为申姜。
1974年，陕西省周至县出土一件铜簋，铭文“王乍（作）姜氏尊簋”，形制与厉王时代虢仲簋完全一致，所以断定姜氏簋的时代为厉王，是厉王为其妻申姜所作的铜器。。陕西省眉县出土了《王作中姜鼎》，也是周厉王为王后所作。